# Vöcklabruck
Vöcklabruck (phát âm tiếng Đức: [fœklaˈbʁʊk]) là trung tâm hành chính của huyện Vöcklabruck, Áo. Đô thị Vöcklabruck có diện tích 16 km², dân số thời điểm năm 2001 là 11.715 người. Đô thị này nằm ở phía tây bang Upper Austria, gần đường ô tô A1 cũng như B1.
Kết nghĩa:
- Český Krumlov, Cộng hoà Séc
- Hauzenberg, Đức
- Slovenj Gradec, Slovenia